# Saudi Basic Industries Corporation
Saudi Basic Industries Corporation arabiska: الشركة السعودية للصناعات الأساسية, använder vanligtvis bara förkortningen SABIC, arabiska: سابك, är ett saudiskt multinationellt kemiskt företag som producerar gödsel, kemikalier, metaller och polymer. De är en av världens största producenter av kemikalierna etandiol, metanol, metyl-tert-butyleter, olefinplast, polybutylentereftalat, polyeten, polykarbonat, polypropen och urea. De har verksamheter i 50 länder världen över och innehar 10 960 globala patent. SABIC är Mellanösterns och gulfstaternas största publika företag och ägs till 70% av den saudiska staten medan resten ägs av investerare och institutioner från länder inom Gulfstaternas samarbetsråd.
Företaget grundades 1976 av den saudiska kungen Khalid och dennes regering när de ville etablera en inhemsk kemisk industri och ta tillvara de gaser som bildas vid raffinering av petroleum och använda dem för att producera kemiska produkter samt att locka utländska investerare och petroleumbolag som var intresserade att starta samriskföretag i landet.
För 2016 hade de en omsättning på 133 miljarder saudiarabiska rial (SAR) och en personalstyrka på omkring 40 000 anställda. Deras huvudkontor ligger Riyadh.